# Arnaud Beltrame

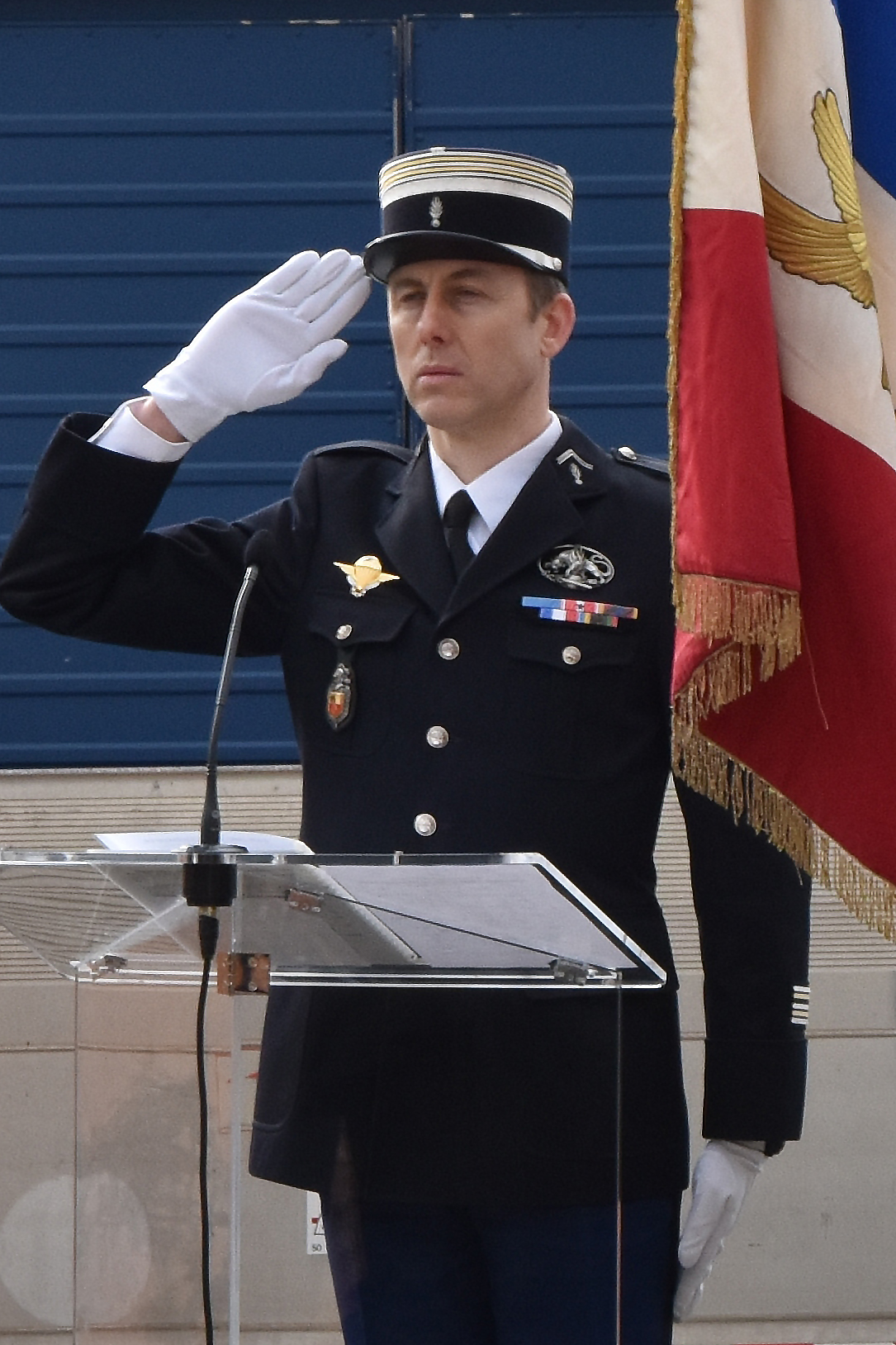
Arnaud Beltrame

Arnaud Jean-Georges Beltrame (Étampes, 18 april 1973 – Carcassonne, 24 maart 2018) was een Frans militair. Hij kwam om het leven bij een gijzelingsactie in de Franse gemeente Trèbes nadat hij de plaats had ingenomen van een gegijzelde vrouw. Zijn daad wordt beschouwd als heldendaad.

## Levensloop
Beltrame werd opgevoed in een niet-praktiserend rooms-katholiek gezin, maar op 33-jarige leeftijd bekeerde hij zich tot de Katholieke Kerk, nadat hij samen met zijn vader op bedevaart naar Santiago de Compostella en naar Sainte-Anne-d'Auray was geweest. In 2015 maakte hij een bedevaartstocht naar de basiliek van St. Anne van Auray , "waar hij de Maagd Maria vroeg om hem te helpen de vrouw van zijn leven te ontmoeten" en kort daarna, werd hij bevriend met zijn latere verloofde en echtgenote Marielle. Zij waren sinds 2016 burgerlijk getrouwd, hun kerkelijk huwelijk stond gepland voor de zomer van 2018. Zijn vrouw verklaarde dat zijn zelfopoffering onlosmakelijk verbonden is met zijn katholieke geloof. In een verklaring van de priester die hen begeleidde werd benadrukt dat Beltrame in 2008 een "diepe bekering" heeft doorgemaakt en "straalde hij zijn geloof uit".
Beltrame rondde in 2001 met succes de militaire school van het Franse leger af en in 2002 de Officierenschool van de Gendarmerie Nationale. Hij nam dienst bij een speciale eenheid van de gendarmerie in 2003. Hij werd in 2005 in Irak ingezet en werd daarvoor onderscheiden. Daarna ging hij bij de republikeinse garde, een onderdeel van de nationale gendarmerie die instellingen beveiligt. Hij was onder meer gestationeerd in het Élysée-paleis en sinds 2017 in het zuidwesten van Frankrijk. Hij had de graad van luitenant-kolonel bereikt.
Arnaud Beltrame was vrijmetselaar en lid van de adogmatische Obediëntie Grand-Oriënt de France.

## Gijzeling
Op vrijdag 23 maart 2018 bestormde een man van Marokkaanse afkomst, die trouw aan Islamitische Staat (IS) gezworen had, een supermarkt in de Zuid-Franse stadje Trèbes, nabij Carcassonne. Hij was bewapend met een pistool, een jachtmes en drie zelfgemaakte bommen. Na vooraf al een man te hebben doodgeschoten en een andere levensgevaarlijk verwond om hun auto te stelen, reed hij naar de supermarkt die hij binnenstormde waarna hij onmiddellijk twee aanwezigen doodschoot. Hij nam vervolgens een vrouw in gijzeling. De politie onderhandelde met de gijzelhouder over haar vrijlating. Luitenant-kolonel Beltrame wist de plaats van de vrouw in te nemen en onderhandelde enkele uren vruchteloos met de terrorist. De politieman werd ten slotte neergeschoten en met een mes in de hals levensgevaarlijk verwond. Een speciale eenheid bestormde daarop de supermarkt en doodde de overvaller. Beltrame werd naar het ziekenhuis in Carcassonne gebracht, waar hij in de nacht van 23 op 24 maart 2018 overleed aan zijn verwondingen nadat hij het Sacrament van de Ziekenzalving kreeg toegediend uit handen van zijn geestelijk leidsman pater Jean-Baptiste.

## Eerbetoon

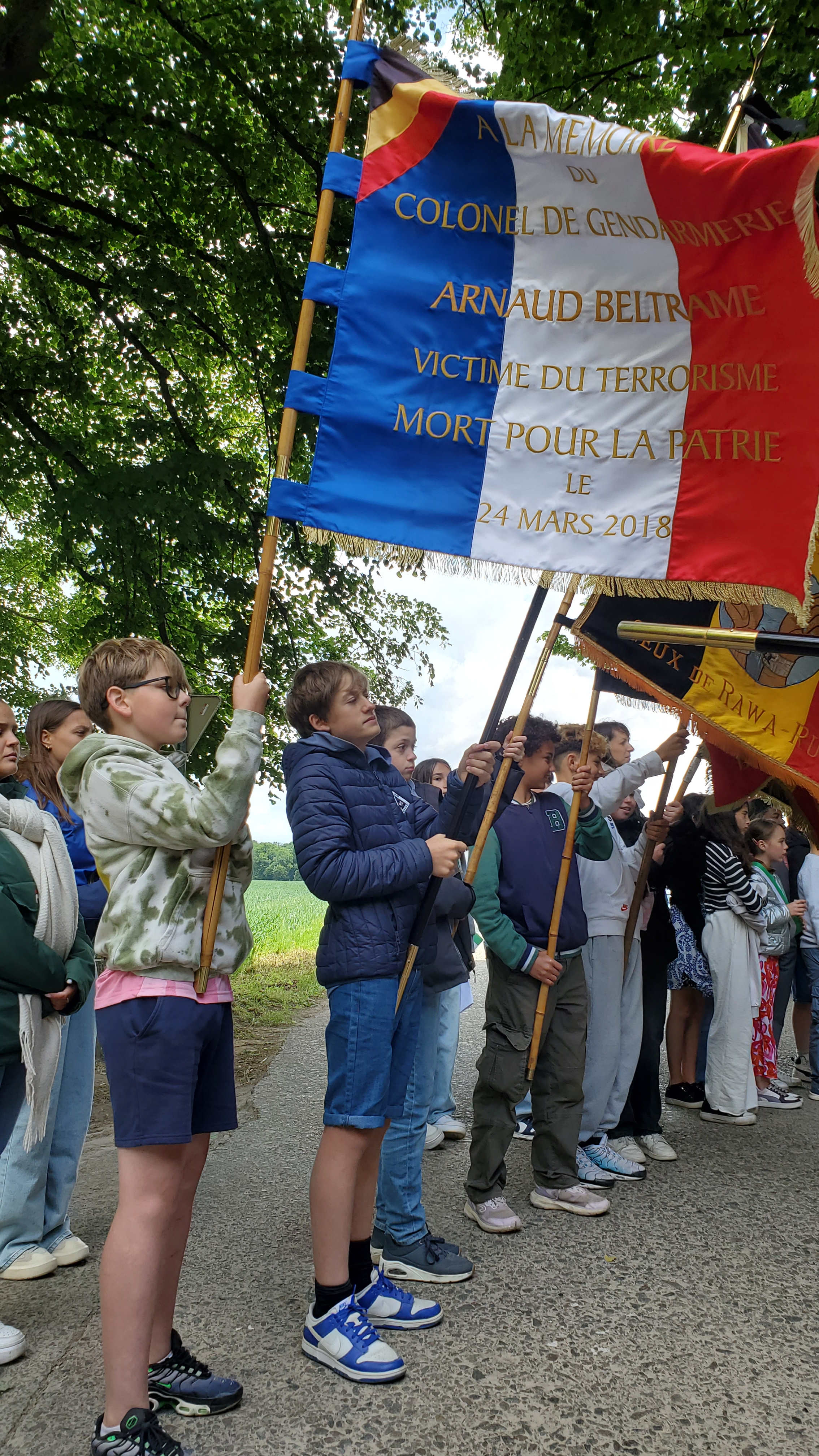
Opgedragen Franse vlag tijdens de Belgisch-Frans Herdenkingsceremonie in Court-Saint-Etienne (België). 23 Mei 2025.

Beltrame werd door de Franse president Emmanuel Macron herdacht in een nationale herdenkingsplechtigheid en postuum benoemd in het Legioen van Eer. Op 28 maart 2018 werd hem hulde gebracht door zijn legercollega's in de Parijse kazerne waar zijn stoffelijk overschot naar was overgevlogen. Een zitting vond plaats in de Assemblée nationale, waar naast de voorzitter van de Kamer de eerste minister en alle fractievoorzitters hem hulde brachten.
Vervolgens werd hem een nationale hulde gebracht op het binnenplein van het Hôtel des Invalides, nadat een stoet hem daar had gebracht door de Parijse straten. Bij de ceremonie waren de volledige Franse regering en de meeste parlementsleden aanwezig. President Macron sprak een hulderedevoering uit en legde op de kist de versierselen van Commandeur in het Legioen van Eer. Hij had hem daags voordien bevorderd van luitenant-kolonel naar kolonel.

## Onderscheidingen

### Frankrijk
Postuum (2018)
- door president Emmanuel Macron, tijdens de nationale herdenkingsplechtigheid in het Hôtel des Invalides op 28 maart:
  - Commandeur in het Légion d'honneur[2]
- door minister van Binnenlandse Zaken Gérard Collomb, op de luchtmachtbasis van Villacoublay op 27 maart:[3]
  - Medaille van de Nationale Gendarmerie[2][4]
  - Eremedaille voor Handelingen van Toewijding en Redding[2]
  - Eremedaille van de Binnenlandse Veiligheid[2]

Tijdens zijn dienstjaren
- door ministeriële decreten:
  - Nationale Orde van Verdienste (2012)[5]
  - Kruis voor Militaire Heldhaftigheid (2007)[6]
  - Medaille van de Nationale Verdediging (2009)[7][8]
  - Eremedaille van de Minister van Buitenlandse Zaken (2006)[9]